# Newman Grove (Nebraska)
Newman Grove je grad u američkoj saveznoj državi Nebraska. Prema popisu stanovništva iz 2010. u njemu je živjelo 721 stanovnika.